# 이은지 (1986년)
이은지(1986년 8월 2일 ~ )는 대한민국의 배우이다.

## 프로필
- 출생 : 1986년 8월 2일
- 신체 : 170cm, 48kg
- 학력 : 한국외국어대학교 신문방송학과
- 수상 : 2005년 미스코리아 대전-충남 미(美)

## 출연 작품

### 드라마
- 극단적 하루 (2007년, TU)

### 뮤지컬
- 진짜진짜 좋아해 (2008년)

### 방송
- 드림스테이션 (2005년, MTV)
- 증권프로그램 (2006년, E토마토)

## 같이 보기
- 2005년 미스코리아
- 미스코리아 대전-충남

| 미스코리아 대전-충남 미(美) |               |        |
| 2004년                      | 2005년 이은지 | 2006년 |
| 김혜숙                      | 2005년 이은지 | 이주희 |
|                             |               |        |
|                             |               |        |